# Fűri Anna
Fűri Anna (Tömörkény, 1946. február 28. – Budapest, 2006. november 12.) magyar pszichológus, családterapeuta

## Élete
Tömörkényen született iparoscsaládban, Bali Anna és Fűri Mihály gyerekeként. Anyai nagyapja, Bali János, a környéken közismert asztalosmester volt; Fűri Anna évekig náluk lakott. Iskoláit Csanyteleken, Szegeden és Budapesten végezte. 1964-ben érettségizett a Veres Pálné Gimnáziumban, majd az ELTE orosz–pszichológia szakán folytatta tanulmányait, ahol akkoriban a klinikai pszichológiai tárgyakat olyan pszichiáter és pszichológus szakemberek oktatták, mint Mérei Ferenc, Kun Miklós és Popper Péter. 
1969-ben szerezte meg pszichológus diplomáját, klinikai speciális képzéssel. 1974-ben bölcsészdoktori fokozatot szerzett. 1988-ban kapta meg klinikai szakpszichológus diplomáját, 1992-ben a pszichoterapeuta címet, 1996-ban pedig a kiképző családterapeuta címet.
1971-ben kötött házasságot Csörsz István íróval. Gyermekük Csörsz Rumen István irodalomtörténész (1974–).

## Munkássága
Az egyetem elvégzése után a Korányi Frigyes és Sándor Kórházban kezdte klinikus pályafutását (1969–1978); az első öngyilkos-klub alapítója volt. 1978-tól 1982-ig az Országos Ideg- és Elmegyógyintézet (a „Lipót”) egyik legendás főorvosának, Kun Miklós pszichiáternek az osztályán dolgozott. Itt többek között művészetterápiával és más, új pszichoterápiás módszerekkel is foglalkoztak. 1982-ben egyik alapítója és vezető pszichológusa lett a Korányi (később Erzsébet) Kórház krízisintervenciós osztályának és ambulanciájának, Magyarország első ilyen szakprofilú osztályának, amelyet Csiszér Nóra vezetett. 1988-ban klinikai szakpszichológus diplomát kapott. 1992-től új szakterületeken dolgozott: egy évig BKV Rt. utánképzési csoportjának vezető pszichológusa, majd 1993-tól haláláig a Zuglói Nevelési Tanácsadó pszichológusa volt. Párhuzamosan évekig részt vett a Ferencvárosi Családsegítő Központ munkájában is.
Több évtizeden át oktatott az egyetemi (ELTE és Semmelweis Orvostudományi Egyetem) Klinikai- és Tanácsadó szakpszichológus-képzéseiben. Több pszichológiai, pedagógiai és családsegítő intézményben dolgozott szupervizorként, krízisintervenciós és családterápiás tanfolyamok, szemináriumok szervezőjeként és előadójaként. Számos hazai és nemzetközi szakmai konferencián vett részt előadóként. Úttörő munkát végzett a kiégés elleni védekezésben: csoportokat szervezett segítő foglalkozásúak, bírók, orvosok, vezetők és pedagógusok számára. Kurátora volt az Alapítvány a Kamaszokért szervezetének, és alapítóként fontos részt vállalt a Baly Hermina Mentálhigiénés Alapítvány (Békéscsaba) munkájában; ez utóbbit nagynénjéről, Békés megye egyik kiemelkedő pszichiáteréről nevezték el.
Popper Péter felkérésére 1993-ban részt vett az Ametiszt kazetták megírásában (Betegség és gyógyulás; Gyász stb.). Kun Miklós önéletrajzának sajtó alá rendezését is jórészt ő végezte (Kedves Hilda. Egy elmeorvos az elmebeteg huszadik században, Budapest, 2004). 
Fűri Anna verseiből, saját válogatásában posztumusz kötet látott napvilágot Ha kiállod pillantásod címmel.

## Kötete
- Ha kiállod pillantásod. Versek; Csörsz Rumen István, Budapest, 2010 (Z)

## Emlékezete
2016-ban a család és a Baly Hermina Alapítvány közös emlékdíjat hozott létre. A Fűri Anna-díjat két-háromévenként olyan személyeknek ítélik oda, akik „a segítők segítői”, vagyis a segítő foglalkozásúak mentálhigiénéjét, önértékelését segítik saját szakterületükön. Az első díjazott dr. Farkas Ágnes pszichiáter, Fűri Anna régi pályatársa; a további díjazottak szintén több évtizedes szakmai kapcsolatban álltak vele: Borsothy Gaál Edit és Bakó Tihamér.